# Campeonato Boliviano de Futebol de 2023 – Primeira Divisão
A Primeira Divisão do Campeonato Boliviano de 2023, oficialmente chamada de División Profesional ou Liga Tigo 2023, por razões de patrocínio, foi a 90ª edição da principal divisão do futebol boliviano (6ª sob o controle da FBF (FBF) e com o nome de División Profesional). A competição contou com 17 times e foi organizada pela Comissão de Competições da División Profesional, que é uma seção controlada pela FBF para gerir o futebol profissional. A temporada começou em 4 de fevereiro de 2023 e terminou em 6 de dezembro do mesmo ano.
Essa edição se caracteriza pelo incremento de uma equipe a mais na Primeira Divisão, fazendo com que seja a edição com o maior números de participantes da história da competição (17). Isto ocorreu por causa do cancelamento abrupto do Torneo Clausura em 2022 devido aos conflitos sociais ocorridos no departamento de Santa Cruz pelo manejo do censo populacional de 2024 do país.
A competição foi suspensa em uma reunião do Conselho da División Profesional em 5 de setembro de 2023, juntamente com a Copa de la División Profesional de 2023, depois que o presidente da Federación Boliviana de Fútbol (FBF), Fernando Costa, denunciou suspeitas de conserto de partidas, suborno, apostas ilegais e alterações no VAR. No entanto, a suspensão foi levantada por sugestão de Costa em 27 de setembro, depois que reformas na comissão de árbitros foram realizadas e um acordo com a CONMEBOL para monitoramento foi alcançado, bem como para permitir que o Tribunal Disciplinar Esportivo da FBF terminasse as investigações sobre o assunto.

## Formato
Em 13 de janeiro de 2023, durante uma reunião entre os dirigentes foi definido o formato da temporada. Foi decidido que seria jogado um torneio da liga , sob o sistema de todos contra todos com 34 rodadas, e um torneio da Copa da Liga. O ganhador do todos contra todos será o campeão da División Profesional 2023.
- Rebaixamento: Os dois times rebaixados diretamente serão os dois piores da tabela acumulada, enquanto que o antepenúltimo (15° lugar) terá que jogar um play-off pela permanência contra o vice-campeão da Copa Simón Bolívar de 2023.

### Classificação aos torneios internacionais
A Conmebol ortogou 8 vagas à Bolívia para os torneios internacionais que foram distribuídos da seguinte maneira:

#### Copa Libertadores
- Bolívia 1: Campeão da División Profesional
- Bolívia 2: 1° lugar da Tabela Acumulada
- Bolívia 3: 2° lugar da Tabela Acumulada
- Bolívia 4: Campeão da Copa de la División Profesional de 2023

#### Copa Sul-Americana
- Bolívia 1: Vice-campeão da Copa de la División Profesional de 2023
- Bolívia 2: 3° lugar da Tabela Acumulada
- Bolívia 3: 4° lugar da Tabela Acumulada
- Bolívia 4: 5° lugar da Tabela Acumulada

Nota: Em caso de que uma equipe repita algum dos títulos, os melhores colocados na tabela acumulada herdarão as vagas disponíveis.

## Equipes participantes
Um total de 17 equipes participarão dessa edição, 15 da equipes da edição de 2022, e o campeão e o vice-campeão da segunda divisão de 2022.
| Clube                | Promovido como                   |
| -------------------- | -------------------------------- |
| Vaca Díez            | 1º na Copa Simón Bolivar de 2022 |
| Libertad Gran Mamoré | 2º e vencedor do Play-off        |

| Clube                  | Rebaixado como             |
| ---------------------- | -------------------------- |
| Universitario de Sucre | 16º e perdedor do Play-off |

### Informação das equipes
| Equipe                  | Cidade                  | Departamento | Estádio                  | Capacidade | Títulos | 2022 |
| ----------------------- | ----------------------- | ------------ | ------------------------ | ---------- | ------- | ---- |
| Always Ready            | El Alto                 | La Paz       | Municipal de El Alto     | 25.000     | 3       | 3º   |
| Aurora                  | Cochabamba              | Cochabamba   | Félix Capriles           | 32.000     | 2       | 11º  |
| Blooming                | Santa Cruz de la Sierra | Santa Cruz   | Ramón Aguilera Costas    | 32.000     | 5       | 8º   |
| Bolívar                 | La Paz                  | La Paz       | Hernando Siles           | 42000      | 30      | 1º   |
| Guabirá                 | Montero                 | Santa Cruz   | Gilberto Parada          | 18.000     | 1       | 6º   |
| Independiente Petrolero | Sucre                   | Chuquisaca   | Olímpico Patria          | 30.000     | 1       | 10º  |
| Jorge Wilstermann       | Cochabamba              | Cochabamba   | Félix Capriles           | 32.000     | 15      | 12º  |
| Libertad Gran Mamoré    | Trinidad                | Beni         | Gran Mamoré              | 15.000     | 0       |      |
| Nacional Potosí         | Potosí                  | Potosí       | Víctor Agustín Ugarte    | 30.000     | 0       | 4º   |
| Oriente Petrolero       | Santa Cruz de la Sierra | Santa Cruz   | Ramón Aguilera Costas    | 38.500     | 5       | 5º   |
| Palmaflor del Trópico   | Quillacollo             | Cochabamba   | Municipal de Quillacollo | 5.000      | 0       | 7º   |
| Real Santa Cruz         | Santa Cruz de la Sierra | Santa Cruz   | Real Santa Cruz          | 12.000     | 0       | 14º  |
| Real Tomayapo           | Tarija                  | Tarija       | IV Centenario            | 20.000     | 0       | 13º  |
| Royal Pari              | Santa Cruz de la Sierra | Santa Cruz   | Ramón Aguilera Costas    | 38.500     | 0       | 5º   |
| The Strongest           | La Paz                  | La Paz       | Hernando Siles           | 42.000     | 15      | 3º   |
| Universitario de Vinto  | Vinto                   | Cochabamba   | Estadio Hipólito Lazarte | 2.000      | 0       | 15°  |
| Vaca Díez               | Cobija                  | Pando        | Roberto Jordán Cuella    | 24.000     | 0       |      |

## Classificação
| Pos | Equipe                  | Pts | J  | V  | E  | D  | GP | GC | SG  | Classificação                                          |
| --- | ----------------------- | --- | -- | -- | -- | -- | -- | -- | --- | ------------------------------------------------------ |
| 1   | The Strongest (C, Q)    | 65  | 32 | 19 | 8  | 5  | 65 | 34 | +31 | Fase de grupos da Copa Libertadores da América de 2024 |
| 2   | Bolívar                 | 57  | 32 | 17 | 6  | 9  | 84 | 42 | +42 |                                                        |
| 3   | Always Ready            | 57  | 32 | 16 | 9  | 7  | 54 | 36 | +18 |                                                        |
| 4   | Nacional Potosí         | 54  | 32 | 16 | 6  | 10 | 72 | 46 | +26 |                                                        |
| 5   | Aurora                  | 51  | 32 | 14 | 9  | 9  | 45 | 31 | +14 |                                                        |
| 6   | Real Tomayapo           | 49  | 32 | 13 | 10 | 9  | 36 | 34 | +2  |                                                        |
| 7   | Real Santa Cruz         | 46  | 32 | 13 | 7  | 12 | 31 | 42 | −11 |                                                        |
| 8   | Jorge Wilstermann       | 43  | 32 | 12 | 13 | 7  | 39 | 27 | +12 |                                                        |
| 9   | Oriente Petrolero       | 43  | 32 | 11 | 10 | 11 | 44 | 42 | +2  |                                                        |
| 10  | Universitario de Vinto  | 41  | 32 | 9  | 14 | 9  | 30 | 28 | +2  |                                                        |
| 11  | Independiente Petrolero | 40  | 32 | 13 | 1  | 18 | 33 | 45 | −12 |                                                        |
| 12  | Royal Pari              | 35  | 32 | 8  | 11 | 13 | 40 | 53 | −13 |                                                        |
| 13  | Guabirá                 | 35  | 32 | 10 | 5  | 17 | 34 | 49 | −15 |                                                        |
| 14  | Blooming                | 33  | 32 | 9  | 6  | 17 | 36 | 53 | −17 |                                                        |
| 15  | Libertad Gran Mamoré    | 33  | 32 | 9  | 6  | 17 | 32 | 65 | −33 |                                                        |
| 16  | Vaca Díez               | 32  | 32 | 8  | 8  | 16 | 42 | 61 | −19 |                                                        |
| 17  | Palmaflor del Trópico   | 29  | 32 | 8  | 5  | 19 | 32 | 59 | −27 |                                                        |

1. ↑  Jorge Wilstermann foi sancionado com a redução de seis pontos por dívidas pendentes.[6]

## Desempenho por rodada
Clubes que lideraram o campeonato ao final de cada rodada:
| 1   | 2   | 3   | 4   | 5   | 6   | 7   | 8   | 9   | 10  | 11  | 12  | 13  | 14  | 15  | 16  | 17  | 18  | 19  | 20  | 21  | 22  | 23  | 24  | 25  | 26  | 27  | 28  | 29  | 30  | 31  | 32  | 33  | 34  |
| OPE | STR | STR | STR | STR | STR | STR | STR | BOL | STR | STR | STR | STR | STR | STR | STR | STR | STR | STR | STR | STR | STR | STR | STR | STR | STR | STR | STR | STR | STR | STR | STR | STR | STR |

Clubes que ficaram na última posição do campeonato ao final de cada rodada:
| 1   | 2   | 3   | 4   | 5   | 6   | 7   | 8   | 9   | 10  | 11  | 12  | 13  | 14  | 15  | 16  | 17  | 18  | 19  | 20  | 21  | 22  | 23  | 24  | 25  | 26  | 27  | 28  | 29  | 30  | 31  | 32  | 33  | 34  |
| WIL | WIL | WIL | WIL | WIL | WIL | WIL | BLO | WIL | WIL | BLO | LIB | BLO | BLO | BLO | WIL | BLO | BLO | LIB | LIB | LIB | LIB | LIB | LIB | GUA | LIB | GUA | BLO | GUA | LIB | BLO | BLO | PAL | PAL |

## Resultados
| Mandante \ Visitante    | CAR | AUR | BLO | BOL | GUA | IPE | WIL | LGM | NAC | ORI | PAL | RSC | RTO | RPA | STR | UVI | VAC |
| ----------------------- | --- | --- | --- | --- | --- | --- | --- | --- | --- | --- | --- | --- | --- | --- | --- | --- | --- |
| Always Ready            | —   | 3–1 | 2–0 | 2–2 | 3–0 | 3–2 | 2–2 | 5–0 | 3–3 | 4–1 | 2–0 | 2–0 | 1–1 | 3–0 | 2–0 | 1–2 | 1–0 |
| Aurora                  | 0–0 | —   | 3–1 | 2–1 | 1–0 | 2–0 | 1–0 | 5–0 | 2–0 | 2–2 | 2–1 | 1–1 | 1–2 | 3–0 | 0–3 | 0–1 | 3–0 |
| Blooming                | 2–1 | 2–1 | —   | 0–5 | 3–1 | 1–0 | 1–1 | 0–1 | 1–0 | 2–1 | 1–1 | 1–3 | 2–2 | 1–1 | 1–3 | 3–4 | 3–1 |
| Bolívar                 | 5–0 | 1–0 | 6–1 | —   | 3–1 | 5–1 | 1–3 | 3–0 | 4–3 | 4–0 | 5–1 | 3–0 | 4–1 | 3–1 | 3–0 | 1–1 | 3–0 |
| Guabirá                 | 0–0 | 1–0 | 2–1 | 1–2 | —   | 2–0 | 1–1 | 2–2 | 6–1 | 2–3 | 1–0 | 1–2 | 1–0 | 3–2 | 4–1 | 1–0 | 2–2 |
| Independiente Petrolero | 1–2 | 1–1 | 2–0 | 2–1 | 1–0 | —   | 0–3 | 4–0 | 0–1 | 2–0 | 1–0 | 1–0 | 0–3 | 4–2 | 1–4 | 0–2 | 0–1 |
| Jorge Wilstermann       | 3–0 | 0–2 | 1–0 | 3–1 | 1–0 | 0–1 | —   | 1–0 | 0–0 | 3–2 | 4–0 | 1–0 | 3–0 | 0–0 | 1–1 | 0–0 | 2–2 |
| Libertad Gran Mamoré    | 1–2 | 0–1 | 2–1 | 2–0 | 0–1 | 0–1 | 1–1 | —   | 3–2 | 3–1 | 2–1 | 1–0 | 1–1 | 0–2 | 1–0 | 0–0 | 3–2 |
| Nacional Potosí         | 0–2 | 0–0 | 3–0 | 3–2 | 6–0 | 2–4 | 2–1 | 5–1 | —   | 3–1 | 4–1 | 6–0 | 3–1 | 6–1 | 6–3 | 2–1 | 6–1 |
| Oriente Petrolero       | 2–0 | 1–0 | 1–1 | 1–1 | 1–0 | 2–0 | 3–0 | 1–1 | 3–0 | —   | 1–2 | 0–1 | 2–0 | 1–2 | 1–1 | 1–1 | 1–0 |
| Palmaflor del Trópico   | 0–2 | 0–1 | 3–2 | 1–7 | 2–0 | 0–1 | 2–0 | 4–1 | 0–1 | 1–2 | —   | 1–0 | 0–0 | 2–2 | 0–1 | 1–1 | 2–2 |
| Real Santa Cruz         | 2–1 | 1–1 | 2–1 | 3–1 | 0–0 | 1–0 | 1–1 | 3–2 | 2–0 | 0–5 | 2–1 | —   | 1–0 | 1–0 | 1–1 | 0–0 | 2–1 |
| Real Tomayapo           | 2–0 | 2–1 | 0–0 | 0–0 | 2–0 | 2–1 | 0–0 | 3–2 | 0–0 | 1–1 | 4–0 | 1–0 | —   | 0–2 | 0–0 | 0–2 | 3–2 |
| Royal Pari              | 1–2 | 2–2 | 1–2 | 0–0 | 4–1 | 2–1 | 0–0 | 2–0 | 2–2 | 1–1 | 0–3 | 1–1 | 1–2 | —   | 0–2 | 1–1 | 2–1 |
| The Strongest           | 1–1 | 2–2 | 1–0 | 3–2 | 1–0 | 2–0 | 1–0 | 8–0 | 1–0 | 0–0 | 4–0 | 4–0 | 3–1 | 3–2 | —   | 2–1 | 4–1 |
| Universitario de Vinto  | 1–1 | 1–1 | 1–0 | 2–2 | 1–0 | 0–1 | 0–1 | 1–1 | 0–0 | 1–1 | 0–1 | 1–0 | 0–1 | 1–2 | 1–3 | —   | 2–0 |
| Vaca Díez               | 1–1 | 2–3 | 0–3 | 4–3 | 3–0 | 1–0 | 2–2 | 2–1 | 0–2 | 3–1 | 3–1 | 2–1 | 0–1 | 1–1 | 2–2 | 0–0 | —   |

## Premiação
| Campeonato Boliviano de Futebol de 2023 Primeira Divisão |
| -------------------------------------------------------- |
| The Strongest Campeão (16° título)                       |

## Tabela Acumulada
Esta tabela é formada pela somatória dos pontos dos dois torneios da temporada 2023: da fase de grupos da Copa de la División Profesional de 2023 e desta competição. A tabela é utilizada para definir os classificados aos torneios internacionais de 2024 e para determinar os rebaixados da temporada.
Devido ao número ímpar de times na competição e ao tamanho desigual dos grupos na Copa de la División Profesional, essa tabela será baseada em médias, dividindo a soma de pontos dos dois torneios pelo número total de partidas jogadas por cada time nesses torneios.
 Atualizado em 6 de dezembro de 2023.
| Pos | Equipes                   | Média | Pts | J  | V  | E  | D  | GM  | GS | SG  | Classificação ou rebaixamento                          |
| --- | ------------------------- | ----- | --- | -- | -- | -- | -- | --- | -- | --- | ------------------------------------------------------ |
| 1   | Bolívar                   | 1.929 | 81  | 42 | 25 | 6  | 11 | 108 | 49 | +58 | Fase de grupos da Copa Libertadores da América de 2024 |
| 2   | The Strongest (C)         | 1.925 | 77  | 40 | 22 | 11 | 7  | 75  | 40 | +34 | Fase de grupos da Copa Libertadores da América de 2024 |
| 3   | Always Ready              | 1.714 | 72  | 42 | 20 | 12 | 10 | 74  | 53 | +21 | Segunda fase da Copa Libertadores da América de 2024   |
| 4   | Aurora                    | 1.6   | 64  | 40 | 17 | 13 | 10 | 50  | 35 | +15 | Primeira fase da Copa Libertadores da América de 2024  |
| 5   | Nacional Potosí           | 1.571 | 66  | 42 | 19 | 9  | 14 | 92  | 63 | +29 | Primeira fase da Copa Sul-Americana de 2024            |
| 6   | Real Tomayapo             | 1.452 | 61  | 42 | 16 | 13 | 13 | 44  | 48 | −4  | Primeira fase da Copa Sul-Americana de 2024            |
| 7   | Jorge Wilstermann         | 1.429 | 60  | 42 | 17 | 15 | 10 | 59  | 38 | +21 | Primeira fase da Copa Sul-Americana de 2024            |
| 8   | Universitario de Vinto    | 1.333 | 56  | 42 | 13 | 17 | 12 | 47  | 45 | +2  | Primeira fase da Copa Sul-Americana de 2024            |
| 9   | Blooming                  | 1.31  | 55  | 42 | 16 | 7  | 19 | 53  | 64 | –11 |                                                        |
| 10  | Real Santa Cruz           | 1.3   | 52  | 40 | 14 | 10 | 16 | 35  | 53 | –18 |                                                        |
| 11  | Oriente Petrolero         | 1.167 | 49  | 42 | 12 | 13 | 17 | 51  | 61 | –10 |                                                        |
| 12  | Guabirá                   | 1.15  | 46  | 40 | 13 | 7  | 20 | 43  | 56 | –13 |                                                        |
| 13  | Royal Pari                | 1.143 | 48  | 42 | 12 | 12 | 18 | 54  | 68 | –14 |                                                        |
| 14  | Independiente Petrolero   | 1.143 | 48  | 42 | 15 | 3  | 24 | 43  | 62 | –19 |                                                        |
| 15  | Libertad Gran Mamoré (R)  | 1.095 | 46  | 42 | 13 | 7  | 22 | 42  | 82 | –40 | Play-off de rebaixamento                               |
| 16  | Vaca Díez (R)             | 1.048 | 44  | 42 | 12 | 8  | 22 | 56  | 82 | –26 | Rebaixados para a Segunda Divisão                      |
| 17  | Palmaflor del Trópico (R) | 0.975 | 39  | 40 | 10 | 9  | 21 | 37  | 64 | –27 | Rebaixados para a Segunda Divisão                      |

## Play-off de acesso/rebaixamento
| 13 de dezembro de 2023 | San Antonio Bulo Bulo  | 2 – 0 | Libertad Gran Mamoré | Estádio Félix Capriles, Cochabamba |
| 16:00 (UTC−4)          | Borda 62' · Jaldín 83' |       |                      | Árbitro: Carlos Arteaga            |

| 16 de dezembro de 2022 | Libertad Gran Mamoré         | 2 – 0 | San Antonio Bulo Bulo | Estádio Gran Mamoré, Trinidad |
| 15:00 (UTC−4)          | Tomicha 90' · Taborga 90+13' |       |                       | Árbitro: Dilio Rodríguez      |

|                                |       | Penalidades                    |  |
| Gil Bejarano Taborga Rodríguez | 2 − 4 | Preciado Sánchez Alaca Mendoza |  |

Empate em 2–2 no agregado, San Antonio Bulo Bulo venceu nos pênaltis e garantiu o acesso à División Profesional 2024.